# Peter Bach (Rechtsanwalt)
Peter Bach (* 10. Mai 1946 in Siegen) ist ein deutscher Rechtsanwalt sowie Gründer und geschäftsführender Partner der Anwaltskanzlei BLD Bach Langheid Dallmayr. Er ist Autor und Herausgeber von juristischen Fachpublikationen mit Schwerpunkt im Haftungs- und Versicherungsrecht. Zudem ist Bach Kulturförderer, Gründer des KunstSalon e. V., Initiator und langjähriger Sprecher des Kölner Kulturrats sowie Mitglied der Europäischen Filmakademie (EFA).

## Werdegang
Von 1967 bis 1972 studierte Bach Rechtswissenschaften an der Universität Heidelberg, der Universität Lausanne sowie der Universität Bonn. Nach Referendariat und dem Erhalt seiner Anwaltszulassung ließ er sich 1976 in Köln nieder, wo er sich ganz auf Schadens-, Haftungs- und Versicherungsrecht spezialisierte. 1979 promovierte Bach zu Fragen des privaten Krankenversicherungsrechts und avancierte zu einem Spezialisten in diesem Segment. 1977 gründete Bach eine eigene Anwaltskanzlei, die sich mit hinzukommenden Partnern als Firma BLD Bach Langheid & Dallmayr an den Standorten Köln, München, Frankfurt, Berlin und mit internationalen Kooperationen vor allem in London, Paris und den USA entwickelte. BLD wurde zum Marktführer bei der Vertretung und Rechtsberatung deutscher und internationaler Versicherungsunternehmen und Finanzdienstleister. Bis zu seinem Ausscheiden im Jahre 2011 war Bach geschäftsführender Seniorpartner, danach bis 2014 Vorsitzender des Beirats.
Neben seiner Tätigkeit als Anwalt war er von 1981 bis 1987 als Lehrbeauftragter im Wirtschaftsrecht für den Fachbereich Versicherungswesen an der Fachhochschule Köln aktiv. Seit den 1980er-Jahren trat Bach auch als Herausgeber und Mitverfasser zahlreicher Fachpublikationen sowie umfangreicher Fortbildungs- und Konferenzprogramme der Tagungsreihe „VersicherungsForum“ in Erscheinung.
Bach ist Vater von drei erwachsenen Kindern und lebt in Köln.

## Werk
Neben seiner Berufstätigkeit begeisterte sich Bach für den Kanon der Künste, insbesondere Filmkunst, bildende und darstellende Künste. Er trat konsequent für ein stärkeres gesellschaftliches Engagement der Bürgerschaft in Kulturbelangen ein. Um dafür einen organisatorischen Rahmen zu schaffen und Förderung, Wirkungsmöglichkeiten und Austausch von bzw. mit Künstlern nicht allein öffentlichen Institutionen zu überlassen, gründete Bach 1994 den KunstSalon e. V. Der gemeinnützige Verein ist eine private Fördereinrichtung für explizit alle Kunstgattungen, unterstützt Künstler und deren Projekte und konzipiert sowie realisiert Salongespräche, Ausstellungen, Festivals und Premieren in den Bereichen Bildende Kunst, Literatur, Theater, Tanz, Film, Musik und Stadtgestaltung/Architektur.

### KunstSalon
Als Vorsitzender des KunstSalon hat Bach zahlreiche Projekte und Veranstaltungen ins Leben gerufen. Zentrum ist der Salon in einem alten Fabrikgebäude im Kölner Stadtteil Raderberg mit bis zu 550 festen Fördermitgliedern. Einige weitere Hundert zahlende Mitglieder sind den ab 2000 hinzukommenden speziellen Sektionen Film, Schauspiel und Bühnentanz beigetreten. Begegnungs- und Kommunikationsmittelpunkt ist der monatliche jour fixe, der meist einen Künstler oder eine Persönlichkeit aus dem Kulturbereich vorstellt, aber auch kulturpolitische Akzente setzt. Im Wechsel mit jungen geförderten Künstlern waren viele namhafte Gesprächsgäste im KunstSalon, etwa Michael Ballhaus, Julian Schnabel, John Neumeier, Sasha Waltz, Markus Lüpertz, Navid Kermani, Maximilian Schell, Maria Schrader, Doris Dörrie, Andres Veiel u. v. m.
Weitere Veranstaltungen, für die Bach den Anstoß gab, sind ab 1995 die jährlichen Festivals Musik in den Häusern der Stadt und Literatur in den Häusern der Stadt, die Konzerte und Lesungen vom institutionellen Sektor entkoppeln und durch die gezielte Öffnung von Privathäusern und ungewöhnlichen Räumen zusätzliche Bühnen für Künstler schaffen.
Ab 2000 entwickelte der KunstSalon auch spezielle Mitgliedssektionen in den Sparten Film, Schauspiel und Bühnentanz.
2017 gab Bach den Vorsitz des KunstSalon-Vorstands ab.

### Film
2001 gründete Bach die filmsociety. Ihr Ziel ist die Förderung eines nachhaltigen Dialogs zwischen Filmschaffenden und Filminteressierten sowie die Pflege der Filmkultur, insbesondere durch Stärkung der Präsenz des Arthousefilms. Einmal jährlich würdigt die filmsociety in „Rendezvous mit...“ eine herausragende Filmpersönlichkeit und ihr Schaffen, begleitet von Filmvorführungen und Gesprächsrunden. Zu den bislang Geehrten gehören u. a. Michael Ballhaus, Doris Dörrie, Dominik Graf, Josef Hader, Volker Schlöndorff, Margarete von Trotta und Wim Wenders. Bach hatte mit Freunden bereits von 1995 bis 2001 mit dem Deutschen Drehbuchpreis KunstSalon die höchstdotierte private Auszeichnung dieser Art entwickelt und somit den Preisträgern ein Jahresstipendium an der School of The Arts der Columbia University in New York ermöglicht. Alle Bewerber für den Preis erhielten 1998 Gelegenheit, im Markt der Stoffe des KunstSalon ihre Drehbuchstoffe vor Produzenten und Redakteuren zu pitchen. Gemeinsam mit dem Autor und Filmregisseur Arne Birkenstock führte Bach 2001 für den KunstSalon im Auftrag der Staatskanzlei des Landes Nordrhein-Westfalen eine Untersuchung zur Förderung des Drehbuchbereichs durch.
Bach wurde 2001 Mitglied der Europäischen Filmakademie. Auch als Co-Produzent trat er in Erscheinung, so für die Dokumentarfilme 12 Tangos – Adios Buenos Aires und Chandani und ihr Elefant, der 2011 den Deutschen Filmpreis in der Kategorie Bester Kinder- und Jugendfilm erhielt.

### Tanz
Als die Stadt Köln 1993 den Etat für das städtische Drei-Sparten-Haus um drei Mio. DM kürzte, indem sie den in dieser Höhe bestehenden Etat für das Tanzforum an den Kölner Bühnen strich, wurde die Tanzkompanie unter Jochen Ulrich zu einer rechtlich selbständigen GmbH. Als dann die für drei Jahre von der Stadt Köln und dem Land Nordrhein-Westfalen zugesagten geringen Übergangszuschüsse ausliefen, musste die GmbH liquidiert werden. Im Beirat dieser GmbH kam Bach intensiv mit der Sparte Bühnentanz in Kontakt. Beginnend mit dem 7. Internationalen Tanzfestival NRW 1996 stellte Bach durch Gastgespräche und Präsentationen im KunstSalon Kontakte zu zahlreichen internationalen Spitzenensembles her, darunter Rosas unter Anne Teresa de Keersmaeker, Het Nationale Ballett unter Wayne Eagling, Rambert Dance Company unter Christopher Bruce, Merce Cunningham Dance Company, LaLaLa Human Steps unter Édouard Lock sowie Ultima Vez unter Wim Vandekeybus.
Bach wurde fortan zu einem der maßgeblichen Unterstützer für den weiteren Fortbestand des modernen Tanzes an den Bühnen der Stadt Köln. Der KunstSalon organisierte über Jahre öffentliche Hearings, Veranstaltungen, Proteste und neue Konzeptentwicklungen Seite an Seite mit zahlreichen Vertretern der deutschen und internationalen Tanzszene sowie ihrem fachlichen und gesellschaftlichen Umfeld.
Als der KunstSalon 2001 die eigene Sektion tanzsociety gründete, gehörten Hans van Manen und Anna Markard zu den ersten Mitgliedern des Kuratoriums. Auch Johann Kresnik war häufiger präsent. Der KunstSalon setzte 2002 nun gemeinsam mit der Kunstsalon-Stiftung neue Finanzierungsimpulse, indem er sich erstmals an einer Tanzproduktion beteiligte. 2003 führte Bach mit Matthias Schmiegelt vom Tanztheater Wuppertal, Jochen Sandig vom Management Sasha Waltz, Martin Puttke vom Aalto Ballett Essen und Daniela Kurz, Ballettdirektorin in Nürnberg, in kleinstem Kreis einen Tagesworkshop durch, um mit einem Management- und Finanzierungsplan den Weg für eine Kölner Residenzkompanie zu weisen. Die Kölner Imhoff Stiftung erklärte sich sogleich öffentlich bereit, für die Dauer von vier Jahren je 400.000 EU jährlich bereitzustellen. Die Kunstsalon-Stiftung mit ihrem Vorstand Andreas Schmitz trug weitere 50.000 EU jährlich dazu bei. Die Kulturverwaltung der Stadt Köln musste sich nun bewegen und erklärte sich zu einem Produktionszuschuss aus dem laufenden Bühnenetat bereit. Resultat war die Verpflichtung von Amanda Miller mit ihrer Pretty Ugly Dance Company von 2004–2008. Ein weiteres Jahr wurde mit Mitteln des Köln Schauspiels unter Karin Beier realisiert.
Als danach einige Versuche des Kölner Kulturdezernats zur Etablierung einer Residenzkompanie fehlschlugen, entschloss man sich zum Konzept von Gastspielen, die auch die tanzsociety konsequent begleitete. Einer Entscheidung der Kölner Verwaltungsspitze, für 2013/14 auch die Gelder für dieses Konzept komplett zu streichen, schlug breiter, von Bach zentral mitorganisierter Widerstand entgegen, der im Ergebnis zu einer auskömmlichen Fortführung eines qualitativ hochstehenden internationalen Gastspielprogramms an den Bühnen der Stadt Köln führte. Aus der tanzsociety ging neben der Unterstützung zahlreicher Tanzprojekte in Köln und der Region auch der 2014 initiierte KunstSalon-Choreografiepreis hervor, der den Preisträgern die Realisierung einer eigenen Produktion ermöglicht.

### Kölner Kulturrat
Mit der Gründung des Kölner Kulturrats 1998 verstärkte Bach sein kulturelles Engagement und bereicherte Köln um eine weitere Institution, die die Entwicklung des Kulturbereichs und seiner gesellschaftlichen Bedeutung für die Stadt begleitet, kritisch hinterfragt sowie neue Impulse setzt. Die 35 Gründungsmitglieder waren vor allem Repräsentanten und Vorstände von Fördervereinen und Initiativen des Kulturbereichs.
Der Kölner Kulturrat versteht sich als Sprachrohr und Interessenvertretung aller kulturinteressierten Bürger und vereint nahezu alle kulturellen Fördervereine der Stadt mit mehr als 50 Vereinen und Institutionen bei einem Mitgliedervolumen von annähernd 20.000 Personen. Er fungiert als Dialogpartner, Ratgeber und Mahner. Von der Gründung bis 2015 war Bach Vorsitzender und Sprecher des Kölner Kulturrats und rief in dieser Zeit zahlreiche Projekte ins Leben. Dazu gehörten überregionale kulturpolitische Symposien zu den wichtigsten Fragen städtischer Kulturentwicklung, die Entwicklung eines Kölner Kulturindex und schließlich die langjährige Initiativarbeit für einen Kölner Kulturentwicklungsplan. Seit 2010 zeichnet der Kölner Kulturrat mit dem jährlich vergebenen Kölner Kulturpreis in den Kategorien „Kulturmanager des Jahres“ und „Kultureignis des Jahres“ herausragende Leistungen im Kulturbereich aus. Bach selbst wurde bei der Verleihung des 6. Kölner Kulturpreises 2015 für sein außergewöhnliches Engagement geehrt. In seiner Laudatio bezeichnete Navid Kermani Bach als „eine Persönlichkeit, die mit unermüdlichem Einsatz und Optimismus für die Kölner Kultur gekämpft, sich gestritten und eingesetzt hat“. Vom Landschaftsverband Rheinland wurde Bach 2016 „für Verdienste um die Entwicklung und Bedeutung des Rheinlands“ mit dem Rheinlandtaler ausgezeichnet.

## Auszeichnungen
- 2017: Hanns-Schaefer-Preis
- 2016: Rheinlandtaler
- 2015: Kölner Kulturpreis